# Багха
Багха (бенг. বাঘা, англ. Bagha) — город и муниципалитет на северо-западе Бангладеш, административный центр одноимённого подокруга. Расположен на берегах реки Падма. Площадь города равна 1,47 км². По данным переписи 2001 года, в городе проживало 22 876 человек, из которых мужчины составляли 51,39 %, женщины — соответственно 48,61 %. Уровень грамотности населения составлял 33,1 % (при среднем по Бангладеш показателе 43,1 %).